# Isabella Tod
Isabella Tod, född 1836, död 1896, var en nordirländsk feminist. 
Hon grundade 1872 Irish Women's Suffrage Society, som var den första rösträttsföreningen på Irland och betraktas som startpunkten för kvinnorörelsen på Nordirland.